# Supersport-Weltserie 1997
In der Supersport-Weltserie-Saison 1997 wurden elf Rennen ausgetragen.

## Punkteverteilung
Weltmeister wird derjenige Fahrer beziehungsweise der Hersteller, der bis zum Saisonende die meisten Punkte in der Weltmeisterschaft angesammelt hat. Bei der Punkteverteilung werden die Platzierungen im Gesamtergebnis des jeweiligen Rennens berücksichtigt. Die fünfzehn erstplatzierten Fahrer jedes Rennens erhalten Punkte nach folgendem Schema:
| Punkteverteilung | Punkteverteilung | Punkteverteilung | Punkteverteilung | Punkteverteilung | Punkteverteilung | Punkteverteilung | Punkteverteilung | Punkteverteilung | Punkteverteilung | Punkteverteilung | Punkteverteilung | Punkteverteilung | Punkteverteilung | Punkteverteilung | Punkteverteilung |
| ---------------- | ---------------- | ---------------- | ---------------- | ---------------- | ---------------- | ---------------- | ---------------- | ---------------- | ---------------- | ---------------- | ---------------- | ---------------- | ---------------- | ---------------- | ---------------- |
| Platz            | 1                | 2                | 3                | 4                | 5                | 6                | 7                | 8                | 9                | 10               | 11               | 12               | 13               | 14               | 15               |
| Punkte           | 25               | 20               | 16               | 13               | 11               | 10               | 9                | 8                | 7                | 6                | 5                | 4                | 3                | 2                | 1                |

In die Wertung kamen alle erzielten Resultate.

## Wissenswertes
- Die Supersport-Weltserie wurde 1997 erstmals ausgetragen und fand unter dem Dach der Fédération Internationale de Motocyclisme (FIM) im Rahmenprogramm der Superbike-WM-Veranstaltungen statt.

## Rennergebnisse
|    | Datum  | Rennen         | Strecke        | Pole-Position        | Platz 1              | Platz 2              | Platz 3           | Schn. Rennrunde      | Gesamtführender Fahrer | Gesamtführender Konstrukteur |
| -- | ------ | -------------- | -------------- | -------------------- | -------------------- | -------------------- | ----------------- | -------------------- | ---------------------- | ---------------------------- |
| 1  | 20.04. | San Marino     | Misano         | Paolo Casoli         | Massimo Meregalli    | Stéphane Mertens     | Michaël Paquay    | Vittoriano Guareschi | Massimo Meregalli      | Yamaha                       |
| 2  | 04.05. | Großbritannien | Donington      | Paolo Casoli         | Paolo Casoli         | Thomas Körner        | Stéphane Mertens  | Paolo Casoli         | Massimo Meregalli      | Yamaha                       |
| 3  | 08.06. | Deutschland    | Hockenheim     | Paolo Casoli         | Michaël Paquay       | Paolo Casoli         | Stéphane Chambon  | Yves Briguet         | Michaël Paquay         | Ducati                       |
| 4  | 22.06. | Italien        | Monza          | Massimo Meregalli    | Fabrizio Pirovano    | Yves Briguet         | Stéphane Mertens  | Stéphane Mertens     | Stéphane Mertens       | Ducati                       |
| 5  | 03.08. | Europa         | Brands Hatch   | Mario Innamorati     | Stéphane Chambon     | Paolo Casoli         | Yves Briguet      | Michaël Paquay       | Paolo Casoli           | Ducati                       |
| 6  | 17.08. | Österreich     | Österreichring | Vittoriano Guareschi | Vittoriano Guareschi | Fabrizio Pirovano    | Eric Mahé         | Mario Innamorati     | Stéphane Chambon       | Ducati                       |
| 7  | 31.08. | Niederlande    | Assen          | Wilco Zeelenberg     | Wilco Zeelenberg     | Paolo Casoli         | Michaël Paquay    | Wilco Zeelenberg     | Paolo Casoli           | Ducati                       |
| 8  | 07.09. | Deutschland    | Oschersleben   | Paolo Casoli         | Paolo Casoli         | Vittoriano Guareschi | Yves Briguet      | Paolo Casoli         | Paolo Casoli           | Ducati                       |
| 9  | 21.09. | Spanien        | Albacete       | Massimo Meregalli    | Vittoriano Guareschi | Massimo Meregalli    | Michaël Paquay    | Vittoriano Guareschi | Paolo Casoli           | Ducati                       |
| 10 | 05.10. | Japan          | Sugo           | Paolo Casoli         | Paolo Casoli         | Yves Briguet         | Fabrizio Pirovano | Paolo Casoli         | Paolo Casoli           | Ducati                       |
| 11 | 12.10. | Indonesien     | Sentul         | Yves Briguet         | Vittoriano Guareschi | Yves Briguet         | Stéphane Chambon  | Vittoriano Guareschi | Paolo Casoli           | Ducati                       |

## Fahrerwertung
| 1  | Paolo Casoli         | Ducati   | 145 |
| 2  | Vittoriano Guareschi | Yamaha   | 144 |
| 3  | Yves Briguet         | Suzuki   | 134 |
| 4  | Stéphane Chambon     | Ducati   | 119 |
| 5  | Massimo Meregalli    | Yamaha   | 96  |
| 6  | Michaël Paquay       | Honda    | 93  |
| 7  | Stéphane Mertens     | Suzuki   | 93  |
| 8  | Fabrizio Pirovano    | Ducati   | 87  |
| 9  | Wilco Zeelenberg     | Yamaha   | 84  |
| 10 | Thomas Körner        | Ducati   | 61  |
| 11 | Christophe Cogan     | Ducati   | 51  |
| 12 | Giovanni Bussei      | Ducati   | 51  |
| 13 | Marc Garcia          | Honda    | 42  |
| 14 | Jeffrey de Vries     | Yamaha   | 37  |
| 15 | Marco Risitano       | Kawasaki | 37  |
| 16 | Eric Mahé            | Yamaha   | 32  |
| 17 | Bernard Garcia       | Honda    | 22  |
| 18 | Rubén Xaus           | Honda    | 20  |
| 19 | Mario Innamorati     | Ducati   | 19  |

| 20 | Roberto Panichi     | Bimota   | 19 |
| 21 | Roberto Teneggi     | Ducati   | 17 |
| 22 | Bernhard Schick     | Ducati   | 17 |
| 23 | Francisco Riquelme  | Ducati   | 15 |
| 24 | Jörg Teuchert       | Yamaha   | 14 |
| 25 | Bruno Cirafici      | Bimota   | 12 |
|    | Serafino Foti       | Ducati   | 12 |
| 27 | Fred Bayens         | Honda    | 11 |
| 28 | Scott Smart         | Ducati   | 9  |
| 29 | Peter Koller        | Kawasaki | 8  |
| 30 | David Rouge         | Honda    | 7  |
| 31 | Mile Pajic          | Kawasaki | 6  |
| 32 | Jean-Pierre Jeandat | Ducati   | 6  |
| 33 | Mauro Lucchiari     | Ducati   | 5  |
| 34 | Robert Ulm          | Honda    | 4  |
| 35 | Christian Zwedorn   | Honda    | 3  |
| 36 | Michele Malatesta   | Bimota   | 2  |
|    | Volker Bähr         | Kawasaki | 2  |
| 38 | Wim Theunissen      | Kawasaki | 1  |

## Konstrukteurswertung
| 1 | Ducati   | 223 |
| 2 | Yamaha   | 210 |
| 3 | Suzuki   | 170 |
| 4 | Honda    | 118 |
| 5 | Kawasaki | 51  |
| 6 | Bimota   | 31  |